# Art-sur-Meurthe
Art-sur-Meurthe ist eine französische Gemeinde mit 1.696 Einwohnern (Stand: 1. Januar 2022) im Département Meurthe-et-Moselle in der Region Grand Est (bis 2015 Lothringen). Die Gemeinde gehört zum Arrondissement Nancy und zum Kanton Grand Couronné. Die Einwohner werden Arcquois genannt.

## Lage
Art-sur-Meurthe liegt etwa sieben Kilometer südöstlich von Nancy am rechten Ufer der Meurthe. Umgeben ist Art-sur-Meurthe von den Nachbargemeinden Saulxures-lès-Nancy im Norden, Lenoncourt im Osten, Varangéville im Südosten, Laneuveville-devant-Nancy im Süden und Westen sowie Tomblaine im Nordwesten.

## Bevölkerungsentwicklung
| Jahr                       | 1962 | 1968 | 1975 | 1982 | 1990 | 1999 | 2006 | 2019 |
| Einwohner                  | 807  | 849  | 799  | 814  | 994  | 1109 | 1285 | 1591 |
| Quellen: Cassini und INSEE |      |      |      |      |      |      |      |      |

## Sehenswertes
- Kirche Saint-Aignan aus dem 18. Jahrhundert
- Kirche Saint-Rémy in Bosserville aus dem 19. Jahrhundert
- alte Kirche in Bosserville
- alte Priorei Saint-Philin
- Kartause von Bosserville aus dem 17. Jahrhundert
- Schloss Art-sur-Meurthe aus dem 18. Jahrhundert

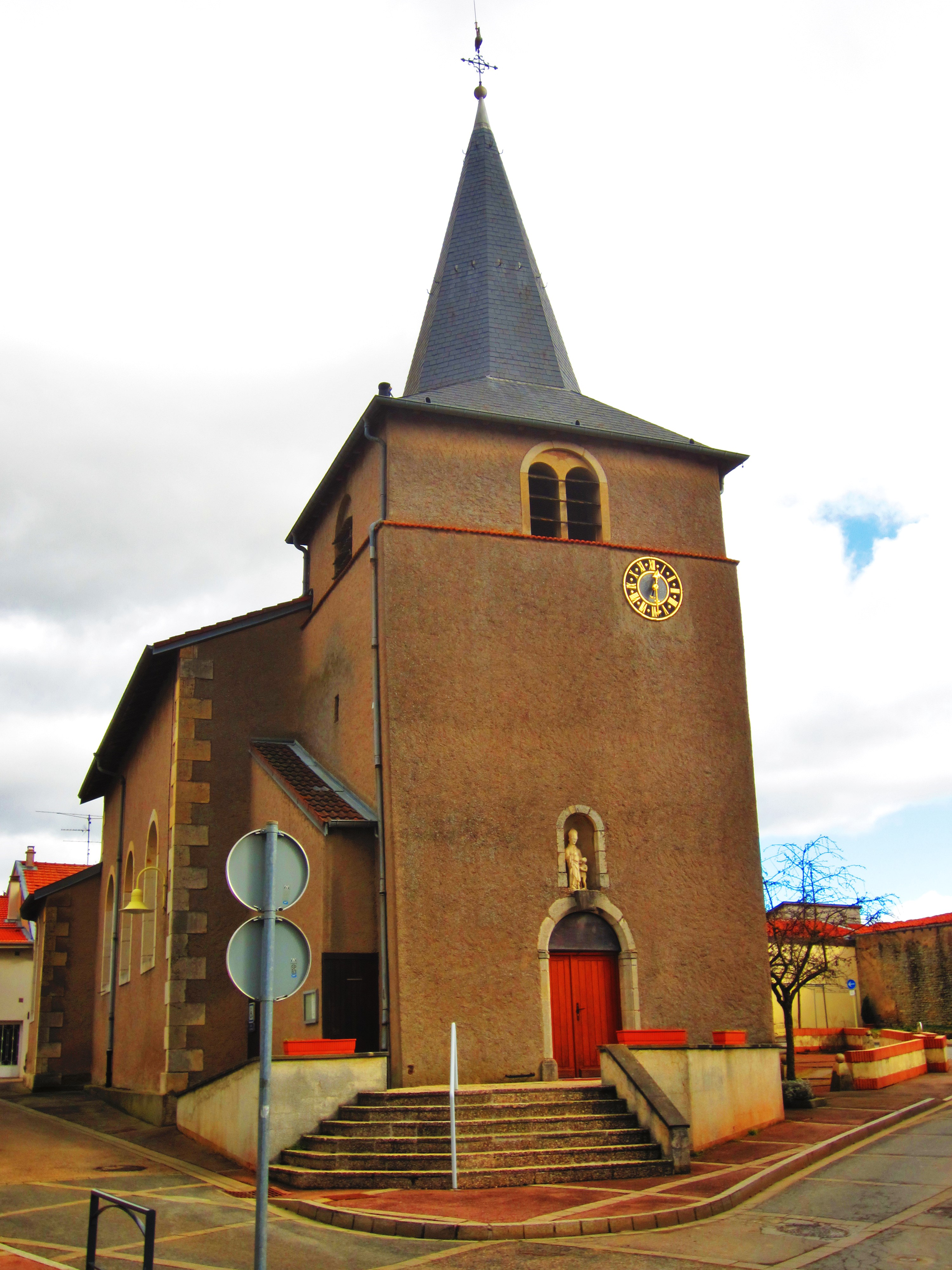
Kirche Saint-Aignan
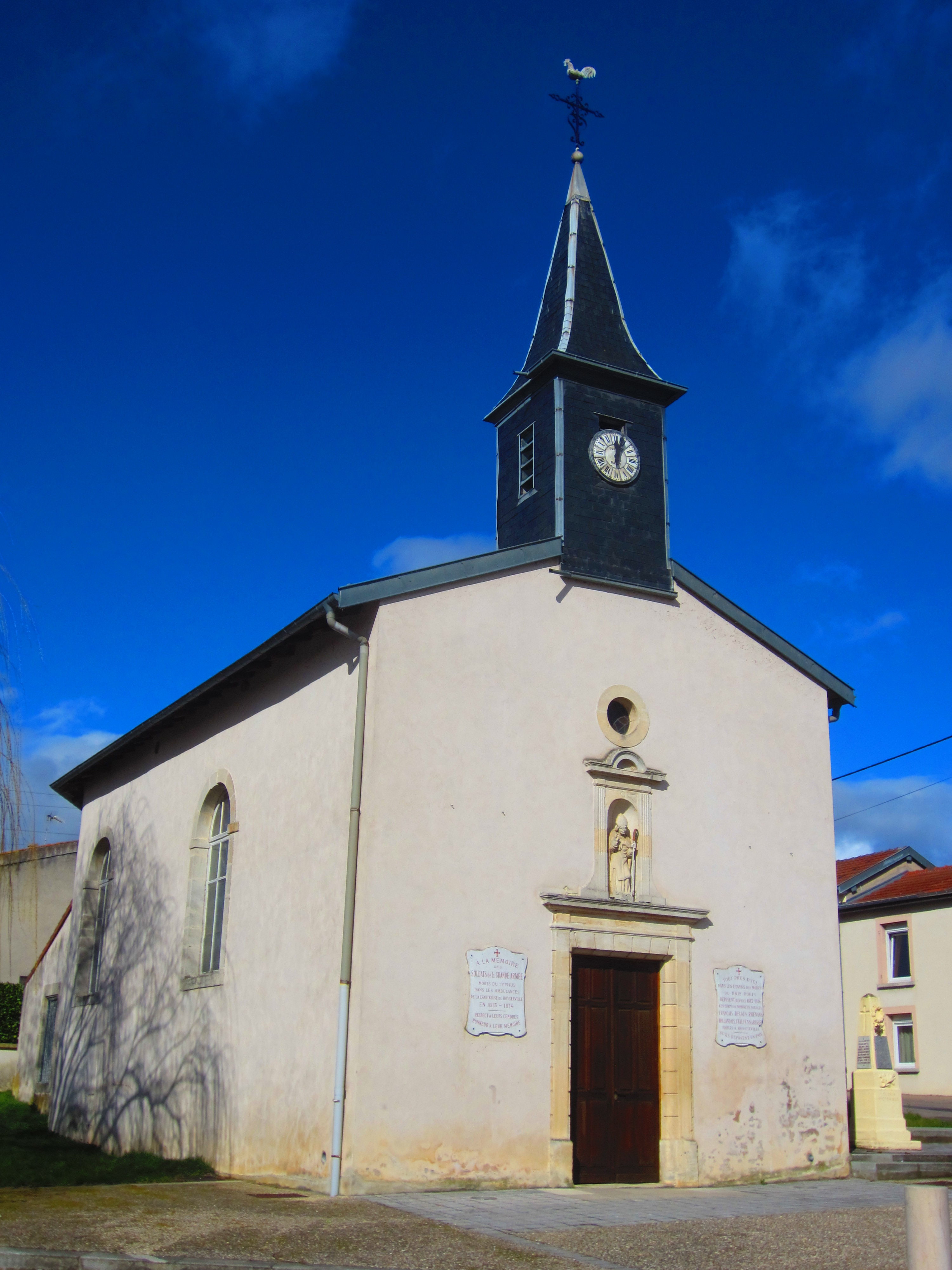
Kirche Saint-Rémy
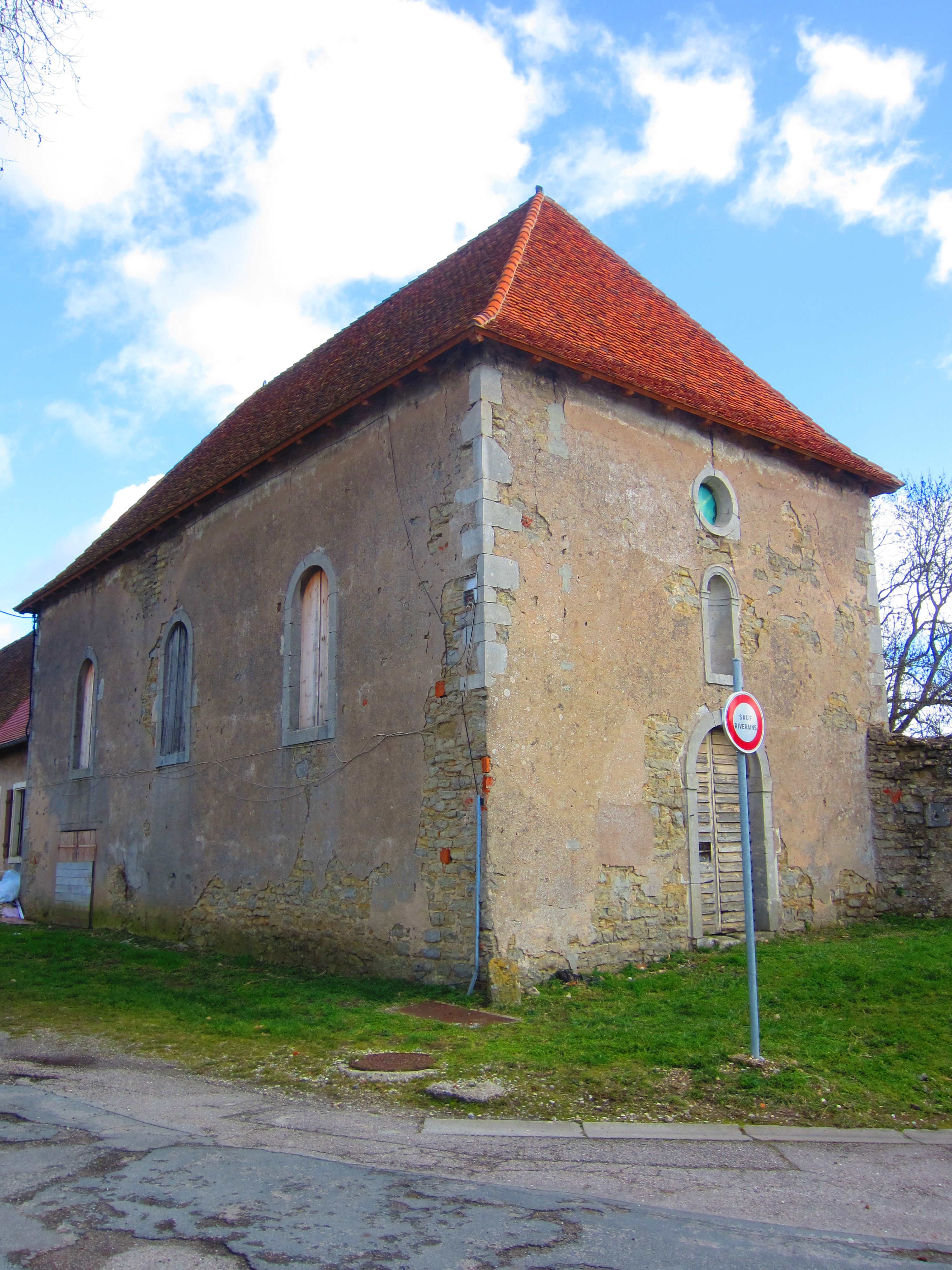
Alte Kirche in Bosserville
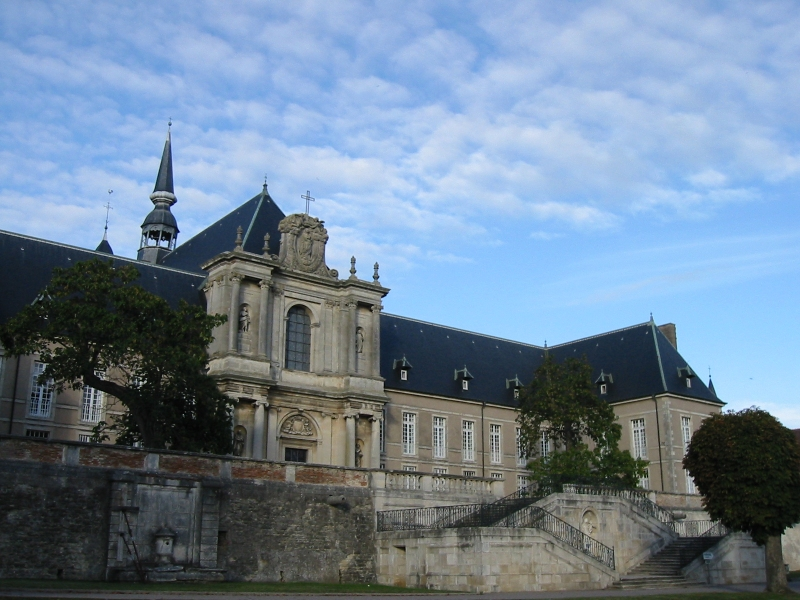
Kartause von Bosserville
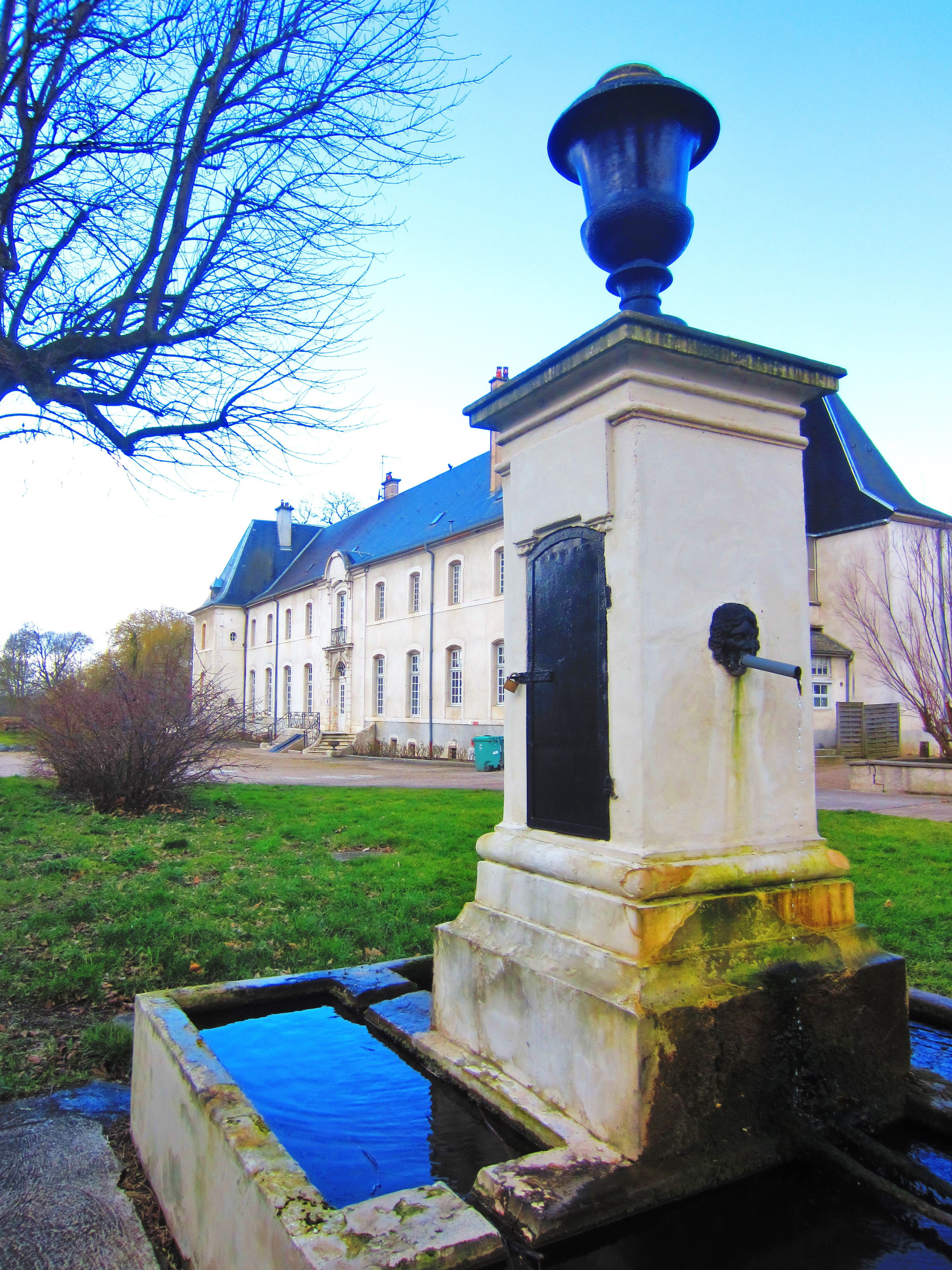
Schloss Art-sur-Meurthe